# 土岐あい
土岐 あい（とき あい、1979年10月7日 - ）は、日本の作家・実業家。千葉県出身。

## 経歴
大学在学中からインターンでITベンチャー企業に勤務。HTMLやPhotoshop、Illustrator、CGI、VRMLなどを教えるインストラクターとして働く。
22歳の頃に同社で異動し、企業や官公庁、学校法人などのWEBサイト制作をプロデューサーとして多数制作する。
23歳で同社を退職。以降WEB制作業で独立。7年間の個人事業主の後に、2010年に法人化。株式会社を設立。
2014年頃からSNSを使ったプロモーションを行うようになり、複数の事業を立ち上げる。2022年に在宅ワークでSNSサポート業をする人を育てるスクールを設立。2023年に「確実に月10万稼げる『令和の内職』SNSサポート副業」(大和出版)を出版する。

## 著作
- 確実に月10万稼げる『令和の内職』SNSサポート副業（大和出版）[2] ISBN 9784804719061

### 連載
- 『SNSを使って月10万円を確実に稼ぐ「令和の内職」』幻冬舎 The GOLD ONLINE 2024年[3]

## 雑誌掲載
- 女性セブン（小学館、2024年6月27日号「60代から始める得するスマホマル秘テク　月10万円スマホ副業」